# Андреевский сельский совет (Роменский район)
Андреевский сельский совет (укр. Андріївська сільська рада) — упразднённая административная единица в составе
Роменского района
Сумской области
Украины.
Административный центр сельского совета находился в 
с. Андреевка
.

## Населённые пункты совета
- с. Андреевка
- с. Холодник

## Ликвидированные населённые пункты совета
- с. Тарасовка